# Atimura fulva
Atimura fulva är en skalbaggsart som beskrevs av Schwarzer 1925. Atimura fulva ingår i släktet Atimura och familjen långhorningar.
Artens utbredningsområde är Taiwan. Inga underarter finns listade.